# Dave Tough

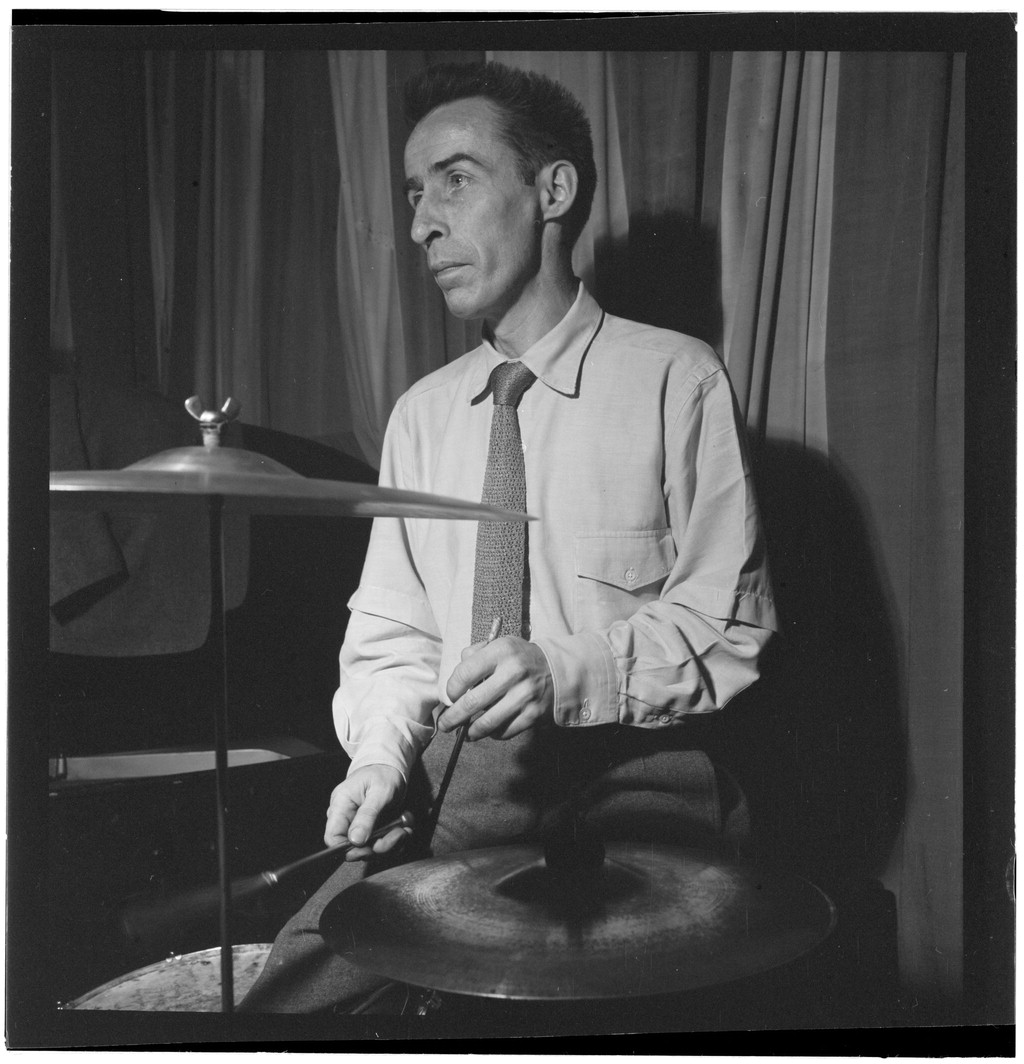
Dave Tough, 1947 in Eddie Condons Basement. Fotografie von William P. Gottlieb.

David Jarvis „Dave“ Tough, manchmal auch mit dem Vornamen Davie oder Davey (* 26. April 1907 in Oak Park, Illinois; † 9. Dezember 1948 in Newark, New Jersey), war ein Schlagzeuger des Hot Jazz und des Swing. „Ein mitreißender Beat und eine variable Schlagzeugtechnik“ machten ihn zu einem der bedeutendsten euroamerikanischen Schlagzeuger im Dixieland und Swing.

## Leben
Als Sohn gut situierter Eltern geboren, führte ihn seine Leidenschaft für den Jazz zunächst in die Austin High Gang (nach dem wohlhabenden Vorort von Chicago, Austin,) wo viele weiße Jazzmusiker, die später vor allem in Eddie Condons Band spielten, ihre Musikerkarriere begannen. Als enger Freund von Bud Freeman spielte er zunächst 1923/24 in den Schulferien, bevor er 1925 professioneller Schlagzeuger wurde. Von 1927 bis 1929 spielte er in Europa bei Danny Polo und in der Band von George Carhart in Paris, wo er auch mit Mezz Mezzrow spielte. Nach der Rückkehr 1929 spielte er mit Benny Goodman und Red Nichols, unterbrach dann aber Anfang der 1930er Jahre wegen Krankheit seine Musikerkarriere. 1936 war er kurz in Ray Nobles Orchester und dann 1936/37 in dem von Tommy Dorsey. Es folgten Engagements bei Red Norvo, Bunny Berigan und Benny Goodman (1938 als zeitweiliger Ersatz für Gene Krupa), bevor er dann 1939 wieder bei Tommy und dann bei Jimmy Dorsey spielte. Neben Swing spielte er auch Dixieland mit Jack Teagarden, Mezz Mezzrow und Bud Freeman. Er war in den 1940er Jahren kurz bei Artie Shaw sowie Charlie Spivak und spielte während seines Militärdienstes 1942–1944 in der US-Kriegsmarine in der Band von Shaw im Südpazifik. Hauptsächlich ist er heute wegen seiner Zeit 1944/45 in der First Herd von Woody Herman in Erinnerung.
Im September 1945 verließ er Herman und arbeitete mit Joe Marsala, mit Eddie Condon (1946) – aus diesem Jahr stammen auch seine einzigen Aufnahmen unter eigenem Namen –, mit Jazz at the Philharmonic, mit Charlie Ventura (1947) und 1947/48 mit Muggsy Spanier. Tough hatte zeitlebens Gesundheitsprobleme, die ihn immer wieder zu Pausen zwangen, und war außerdem Alkoholiker. Er starb an den Folgen eines Schädelbruchs beim Sturz auf der Straße.

## Wirken
Tough war ein versierter und einfallsreicher Schlagzeuger, der 1945 an der Spitze des Down-Beat-Polls stand. Als einer der ersten Schlagzeuger des Chicago-Jazz griff er die Spielweise afroamerikanischer Musiker auf. Joachim Ernst Berendt stellte ihn in der Entwicklung des Schlagzeugspiels bei Swing-bigbands (seit seiner Zeit bei Tommy Dorsey) an die Seite von Jo Jones aus dem Count Basie Orchestra. Zu virtuosen Soli hatte er keine große Neigung; er war deshalb beim damaligen Publikum weniger bekannt als etwa Stars wie Gene Krupa. Er war eher eine Art Musicians’ Musician, der sich einfühlsam auf die Solisten in den Bigbands in seinem Begleitspiel einstellte. Tough hatte auch den Ruf eines Intellektuellen mit Talent zum Schriftsteller, was er aber später nicht mehr systematisch verfolgte. In den 1930er Jahren schrieb Tough regelmäßig eine Kolumne im US-amerikanischen Jazz-Magazin Metronome.

## Lexigraphische Einträge
- Carlo Bohländer, Karl Heinz Holler: Reclams Jazzführer (= Reclams Universalbibliothek. Nr. 10185/10196). Reclam, Stuttgart 1970, ISBN 3-15-010185-9.
- Ian Carr, Digby Fairweather, Brian Priestley: Rough Guide Jazz. Der ultimative Führer zur Jazzmusik. 1700 Künstler und Bands von den Anfängen bis heute. Metzler, Stuttgart/Weimar 1999, ISBN 3-476-01584-X.
- Leonard Feather, Ira Gitler: The Biographical Encyclopedia of Jazz. Oxford University Press, New York 1999, ISBN 0-19-532000-X.